# Bootstrap (framework)

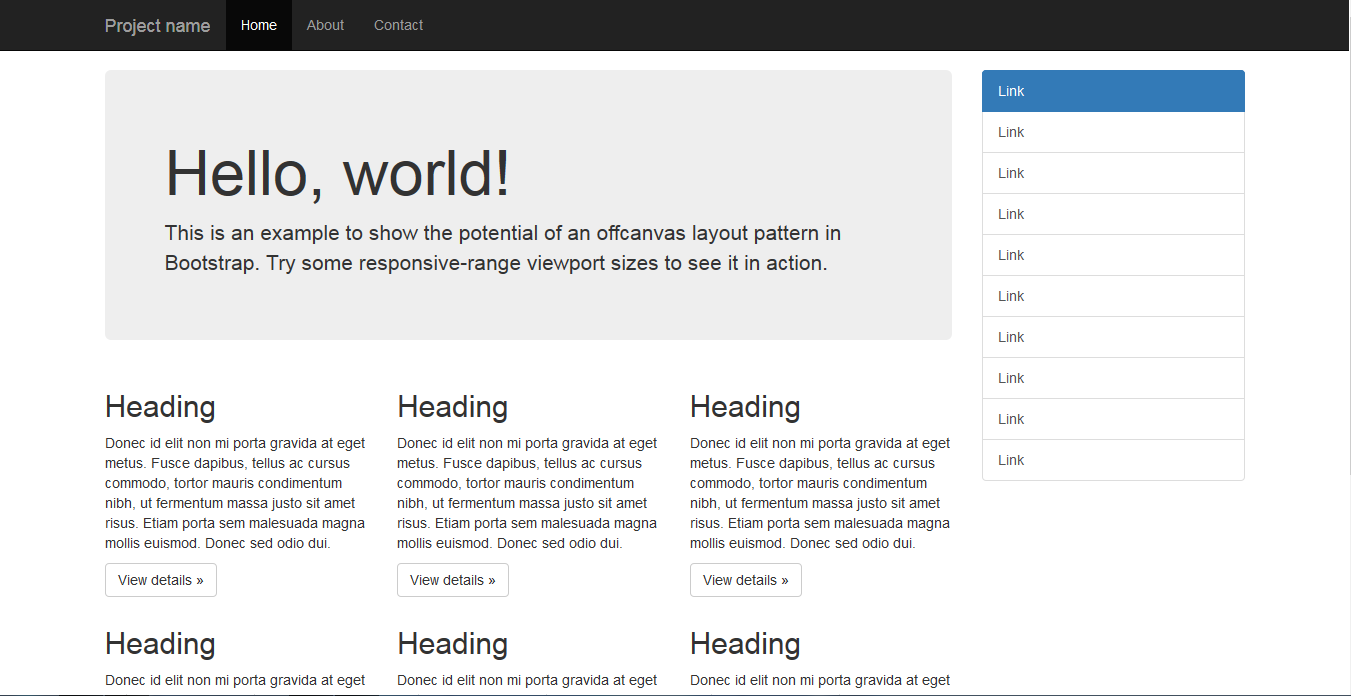
Przykładowa strona zbudowana z użyciem biblioteki

Bootstrap – biblioteka CSS, rozwijana przez programistów Twittera, wydawana na licencji MIT. Zawiera zestaw przydatnych narzędzi ułatwiających tworzenie interfejsu graficznego stron oraz aplikacji internetowych. Bazuje głównie na gotowych rozwiązaniach HTML oraz CSS (kompilowanych z plików Less) i może być stosowany m.in. do stylizacji takich elementów jak teksty, formularze, przyciski, wykresy, nawigacje i innych komponentów wyświetlanych na stronie. Biblioteka korzysta także z języka JavaScript.

## Historia

### Wczesne początki
Bootstrap, pierwotnie nazwany Twitter Blueprint, został opracowany przez Marka Otto i Jacoba Thorntona z Twittera jako platforma zachęcająca do spójności między wewnętrznymi narzędziami. Przed Bootstrapem do tworzenia interfejsu używano różnych bibliotek, co prowadziło do niespójności i dużego obciążenia konserwacją. Według twórcy Twittera Marka Otto:
Zebraliśmy się razem z bardzo małą grupą programistów, aby zaprojektować i zbudować nowe wewnętrzne narzędzie i zobaczyliśmy okazję, aby zrobić coś więcej. Zauważyliśmy, że w trakcie tego procesu tworzymy coś znacznie bardziej istotnego niż inne wewnętrzne narzędzie. Kilka miesięcy później skończyliśmy z wczesną wersją Bootstrap jako sposobu dokumentowania i udostępniania wspólnych wzorców projektowych i zasobów w firmie.
Po kilku miesiącach tworzenia przez niewielką grupę entuzjastów, wielu programistów z Twittera zaczęło wnosić swój wkład w projekt w ramach Hack Week – tygodnia w stylu hackathonu dla zespołu programistów z Twittera. Projekt został przemianowany z Twitter Blueprint na Bootstrap i wydany 19 sierpnia 2011 roku jako projekt open source. Utrzymywany przez Marka Otto, Jacoba Thorntona oraz niewielką grupę programistów projekt, zaczął gromadzić wokół siebie coraz większą społeczność współtwórców.

### Bootstrap 2
31 stycznia 2012 wydany został Bootstrap 2, który dodał wbudowaną obsługę Glifikonów, kilka nowych komponentów, a także zmiany w wielu z istniejących. Ta wersja obsługuje responsywne projektowanie witryn internetowych, co oznacza, że układ stron internetowych dostosowuje się dynamicznie, biorąc pod uwagę charakterystykę używanego urządzenia (komputer stacjonarny, tablet lub telefon komórkowy).

### Bootstrap 3
19 sierpnia 2013 roku został wydany Bootstrap 3. Przeprojektowano komponenty, aby dostosotwać je do flat design i urządzeń mobilnych. Do Bootstrap 3 dodany został nowy system wtyczek oraz porzucono obsługę Internet Explorer 7 i Firefox 3.6, jednakże został dodany opcjonalny plik polyfill dla tych przeglądarek.

### Bootstrap 4
Zespół Bootstrapa zawiesił prace nad wersją 3, aby mieć więcej czasu na rozwój Bootstrap 4. 23 kwietnia 2015 roku Mark Otto ogłosił, że Bootstrap 4 jest w fazie rozwoju. Pierwsza wersja alfa Bootstrap 4 została wdrożona już 19 sierpnia 2015 roku.

### Bootstrap 5
5 maja 2021 roku został wydany Bootstrap 5. Główne zmiany w nowej wersji to: wprowadzenie nowego komponentu menu offcanvas, porzucenie zależności od jQuery na rzecz czystego JavaScript, zrezygnowanie ze wsparcia dla Internet Explorer, dodanie wbudowanego ciemnego motywu.
Pierwsze zastosowania Bootstrapa w wersji 5 pojawiły się zaledwie kilka dni po oficjalnej premierze. Framework ten jest wykorzystywany m.in. przez MDB 5 – Material Design UI Kit for Bootstrap 5.

## Działanie i składnia

### Wywołanie
Bootstrap wywołujemy poprzez zaciągnięcie odpowiedniej biblioteki CSS oraz opcjonalnie JS (bez pliku JS nie zadziałają wszelkie animacje, np. rozwijane menu).
```
<
link
 
rel
=
"stylesheet"
 
href
=
"https://maxcdn.bootstrapcdn.com/bootstrap/3.3.7/css/bootstrap.min.css"
>

<
script
 
src
=
"https://maxcdn.bootstrapcdn.com/bootstrap/3.3.7/js/bootstrap.min.js"
></
script
>

```

### Struktura 12 kolumn
Bootstrap używamy dzieląc stronę w pionie na poszczególne rzędy (ang. rows), a rzędy na kolumny (komórki). Szerokość każdej kolumny określana jest liczbą, a suma szerokości w rzędzie powinna być równa 12.
Przykłady:
| 4 / 4 / 4     | 3 kolumny o tej samej szerokości       |
| 8 / 4         | dwie kolumny, prawa 2x węższa niż lewa |
| 3 / 3 / 3 / 3 | cztery komórki o równej szerokości     |

Przykładowy kod wywołania rzędu z 2 kolumnami, z których prawa jest 2x węższa, to:
```
<
div
 
class
=
"row"
>

  
<
div
 
class
=
"col-sm-8"
>
zawartość komórki
</
div
>

  
<
div
 
class
=
"col-sm-4"
>
zawartość komórki
</
div
>

</
div
>

```

### Szerokość strony
Szerokość strony określana jest przez szerokość elementów typu container. Dwie podstawowe klasy dla container:
- container – szerokość 1170px na większych ekranach
- container-fluid – szerokość 100% na większych ekranach

Przykładowy kod szkieletu strony HTML, zakładając, że element header ma być na całą szerokość strony:
```
...

<
body
>

<
div
 
class
=
"container"
 
id
=
"menu"
>

  
<
div
 
class
=
"row"
>

    ...
  
</
div
>

</
div
>

<
div
 
class
=
"container-fluid"
 
id
=
"header"
>

  
<
div
 
class
=
"row"
>

    ...
  
</
div
>

</
div
>

<
div
 
class
=
"container"
 
id
=
"tresc"
>

  
<
div
 
class
=
"row"
>

    ...
  
</
div
>

</
div
>

<
div
 
class
=
"container"
 
id
=
"stopka"
>

  
<
div
 
class
=
"row"
>

    ...
  
</
div
>

</
div
>

</
body
>

```

Dzięki używaniu poprawnych klas dla kontenerów i kolumn strona będzie odpowiednio skalować się i dostosowywać do urządzeń mobilnych.

### Klasy mobilne
Komórka w Bootstrapie może mieć różne proporcje względem sąsiednich, w zależności od szerokości ekranu urządzenia na jakim jest oglądana.
|                   | Telefony (<768px) | Tablety (≥768px) | Średnie ekrany (≥992px) | Większe ekrany (≥1200px) |
| ----------------- | ----------------- | ---------------- | ----------------------- | ------------------------ |
| długość container | auto              | 750px            | 970px                   | 1170px                   |
| prefiks klasy     | .col-xs-          | .col-sm-         | .col-md-                | .col-lg-                 |

Na przykład układ
```
<
div
 
class
=
"row"
>

  
<
div
 
class
=
"col-xs-12 col-md-8"
>
zawartość komórki
</
div
>

  
<
div
 
class
=
"col-xs-6 col-md-4"
>
zawartość komórki
</
div
>

</
div
>

```

oznacza, że pierwsza komórka na telefonach będzie zajmować całą szerokość ekranu, a na średnich i większych ekranach będzie miała 2/3 szerokości wiersza, a po jej prawej będzie druga komórka na 1/3 wiersza.

### Odstępy
Jeśli na danej szerokości ekranu ma pojawić się odstęp na lewo od danej komórki, dodajemy klasę z przedrostkiem mobilnym + offset-.
Na przykład: 
```
<
div
 
class
=
"row"
>

  
<
div
 
class
=
"col-md-4"
>
pierwsza komórka
</
div
>

  
<
div
 
class
=
"col-md-4 col-md-offset-4"
>
prawa komórka
</
div
>

</
div
>

```

W powyższym układzie druga komórka będzie w odstępie 1/3 długości wiersza od pierwszej komórki.